# مارك كوزمنسكي
مارك يان كوزمنسكي (بالبولندية: Marek Jan Koźmiński)‏ (مواليد 7 فبراير 1971) هو لاعب كرة قدم. يلعب مع منتخب بولندا لكرة القدم. سبق له أن لعب في كأس العالم لكرة القدم مع منتخب بلاده.

## روابط خارجية
- مارك كوزمنسكي على موقع الاتحاد الدولي (مؤرشف)  (الإنجليزية)
- مارك كوزمنسكي على موقع قاعدة بيانات كرة القدم.إي يو (الإنجليزية)
- مارك كوزمنسكي على موقع ناشيونال فوتبول تيمز (الإنجليزية)
- مارك كوزمنسكي على موقع Soccerway.com (الإنجليزية)
- مارك كوزمنسكي على موقع عالم كرة القدم.نت (الإنجليزية)
- مارك كوزمنسكي على موقع أوليمبيديا (الإنجليزية)
- مارك كوزمنسكي على موقع اللجنة الأولمبية البولندية (مؤرشف) (البولندية)